# アンフィスバエナ

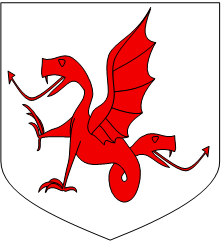
アンフィスバエナをあしらった紋章。

アンフィスバエナ（古希: Αμφισβαινα, 羅: Amphisbaena）は、ローマなどの『博物誌』関連の書物などに登場する伝説の生物。身体の両端に頭のついている双頭の蛇だとされているが、後世には尾の先にもう1つの頭のついている双頭のドラゴンとして表現されるようになった。アムピスバイナ、アンピスバイナ、アンフィスバイナなどとも表記される。

## 概要
アンフィスバエナの言及は古く、古代ギリシアの三大悲劇詩人の1人アイスキュロスの悲劇『アガメムノン』1233行において、トロイアの女予言者カッサンドラーが発した予言の中でその名前が言及されている。
アンフィスバエナの名称は古代ギリシア語で「両方」を意味する「アンフィス」と「行く」を意味する「バイネイン」に由来し、「両方向に進める」という意味を持つ。古代ギリシアの詩人ニカンドロスはこの名前を、身体の頭と尻尾に双方の顔を持つアンフィスバエナを体現した名前と評している。

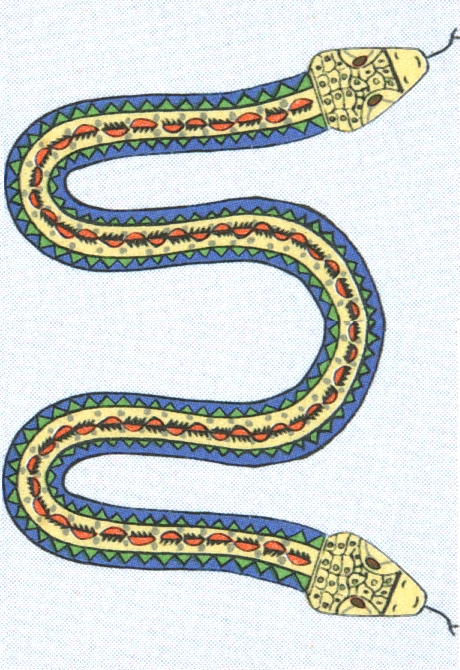
双頭の蛇として描かれたアンフィスバエナ。

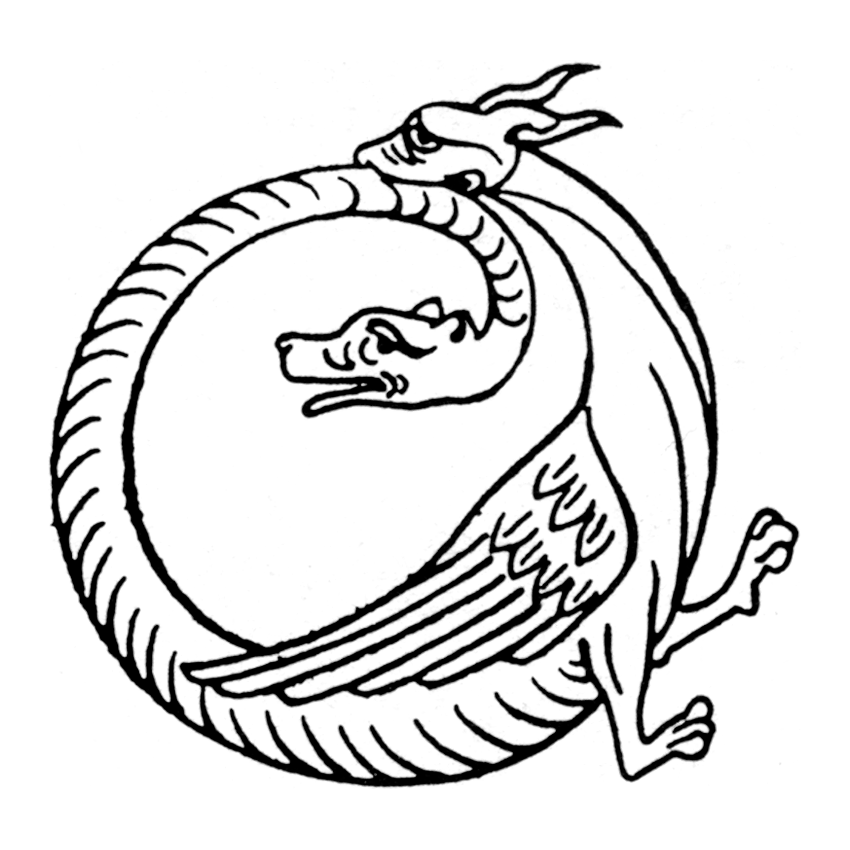
双頭のドラゴンとして描かれたアンフィスバエナ。

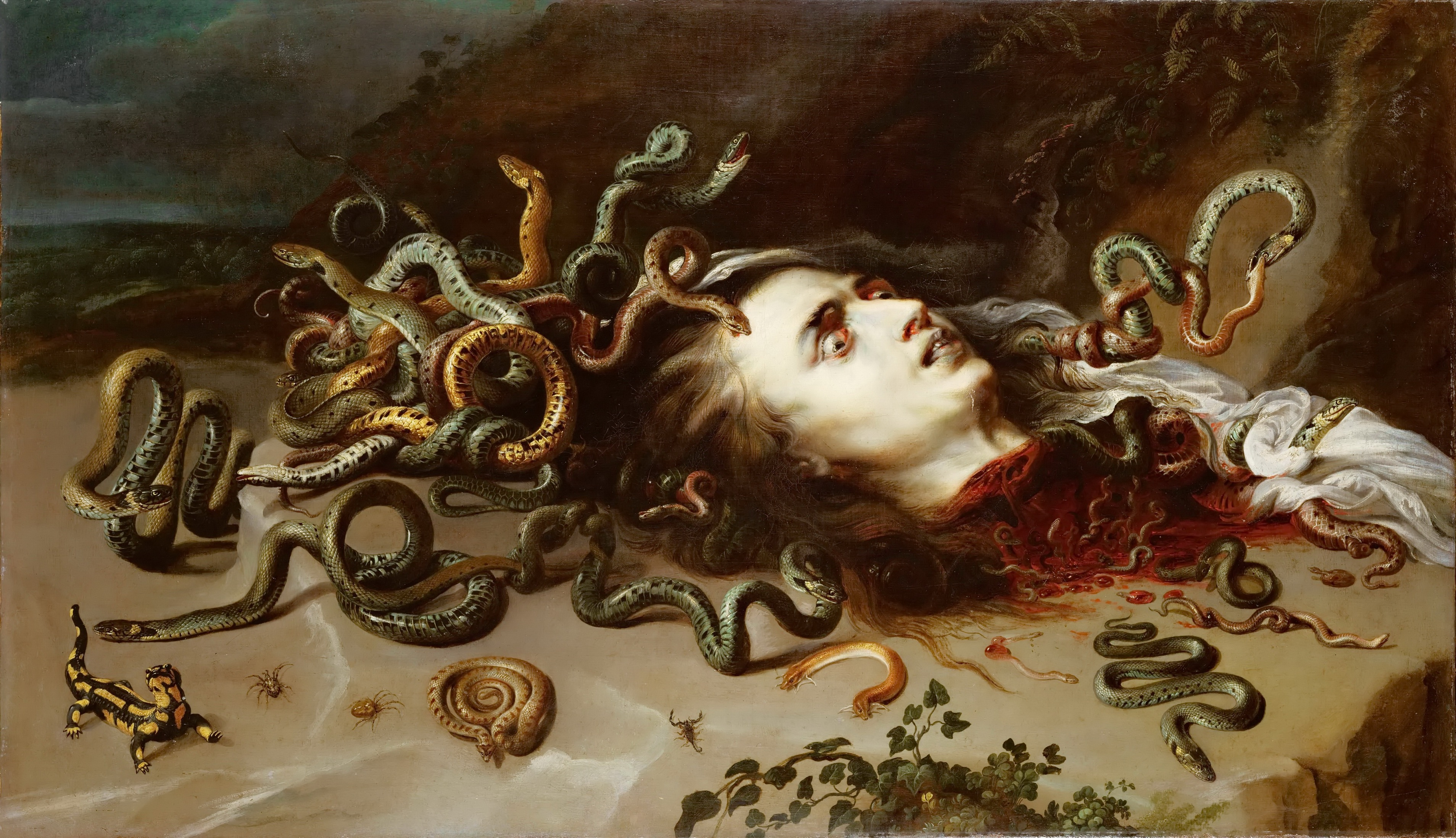
アンフィスバエナを描き込んだルーベンスの『メドゥーサの首』。美術史美術館所蔵。

プリニウスは著書『博物誌』において、アンフィスバエナが双頭を持つ理由として、「毒を吐き出すのに、一つの口では足りないようだ」と言及している。
古代ローマの詩人マルクス・アンナエウス・ルカヌスの『内乱』にもアンフィスバエナは登場する。そこでは、リビアを移動中のカトーの軍を襲った多数の蛇のうちの1匹として名前が挙げられている。ルカヌスの説明によれば、ギリシア神話のペルセウスが、斬り落としたメドゥーサの首を片手にリビア砂漠を越えた時、彼女の生首から零れ落ちた血液からアンフィスバエナが生まれたのだという。またその住み処は北アフリカの砂漠であるという。
セビーリャのイシドルス（セビリャのイシドロ）の説明によれば、アンフィスバエナは他の蛇に比べてきわめて寒さに強く、それは温血動物であるためだという。
アンフィスバエナは「蟻の母」とも呼称され、神話の世界では頭と尻尾にある両方の口で蟻を食べる蛇として描かれる。
古い時代では、アンフィスバエナはしばしば毒々しい双頭の蛇として描かれたが、中世以降になると、鱗に覆われた脚や蝙蝠のような翼がついた、双頭のドラゴンのような姿で描かれることが増えた。
動物寓話集の挿絵には、前方の頭が後方の頭にかみついてタイヤのように転がって移動する様子を描いたものもあるが、多くの場合、2本の脚、背中の翼をもつ姿で表現される。
アンフィスバエナは、ワイバーンやリントヴルムと同じく、ヨーロッパの紋章に描かれていることも多く、尾の先にもう1つの頭が付いたドラゴンとして表現されている。
アンフィスバエナは詩にもその名前を多数見せる。ニカンドロス、ジョン・ミルトン、アレキサンダー・ポープ、パーシー・ビッシュ・シェリー、アルフレッド・テニスン、アルフレッド・エドワード・ハウスマンなど、多くの詩人が、自ら作った詩の中でアンフィスバエナに言及している。
のちに、ミミズトカゲ亜目の学名"Amphisbaenia"は、アンフィスバエナの名前に因んで決められた。当時の分類でのミミズトカゲ属は新大陸でしか見つかっておらず、学名を付けたリンネの『自然の体系』にも生息地はアメリカとしか書かれていないが、リンネやラセペードもアルベルトゥス・セバの説に従って、すなわち古代ギリシア人と古代ローマ人がアンフィスバエナを描写した通りに、ミミズトカゲはレムノス島とリビアにも生息しているはずだと考えていた。